# Württembergische Gesandtschaft in Preußen

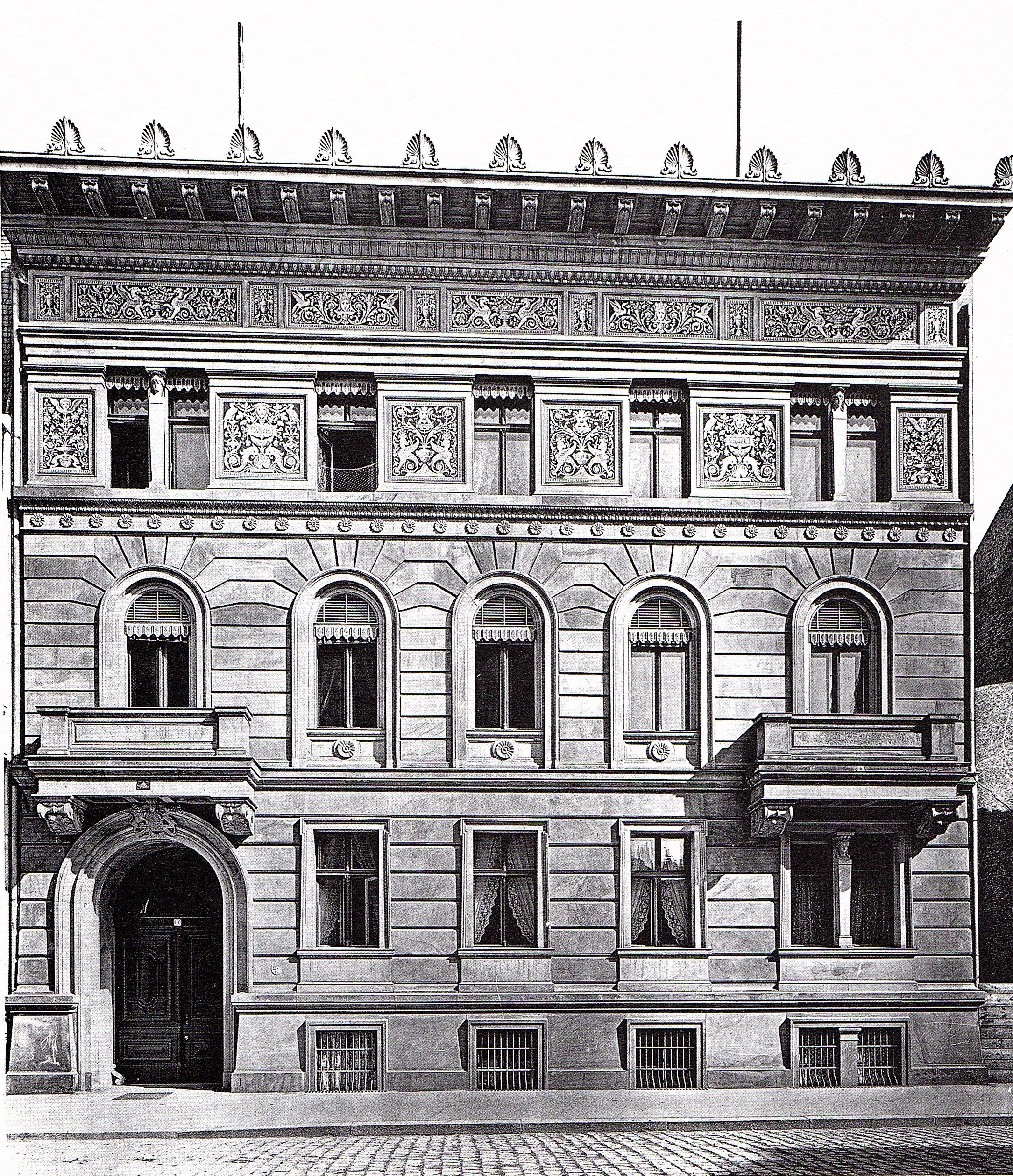
Würtembergische Gesandtschaft, Voßstraße 10

Seit dem 18. Jahrhundert gab es in Berlin eine württembergische Gesandtschaft, die bis 1933 bestand. Bis 1870/71 war sie für die Beziehungen Württembergs zum Königreich Preußen, danach auch zum Deutschen Reich zuständig. Seit der Reichsgründung 1871 fungierten die württembergischen Gesandten in Berlin zugleich als Bevollmächtigte zum Bundesrat.
Von 1873 bis 1875 wurde von Wilhelm Neumann für die Gesandtschaft in der Voßstraße 10 ein Neubau errichtet. Nach dem Ende der Gesandtschaft 1933 wurde das Gebäude im Jahre 1937 vom Reich angekauft und 1938 für den Bau der Reichskanzlei abgerissen.